# 5月2日
5月2日是公历一年中的第122天（闰年第123天），离全年的结束还有243天。

## 大事记

### 19世紀以前
- 264年：魏元帝封司马昭為晉王。
- 1194年：英格蘭國王理查一世為東南部城市樸茨茅斯頒發皇家特許狀，為該市歷史上第一次獲得特許狀。
- 1536年：英格蘭王后安妮·博林被捕並被關入倫敦塔，同時被指控通姦、近親、叛國及女巫等罪行。
- 1559年：長期流亡海外的牧師約翰·諾克斯回到蘇格蘭，之後領導蘇格蘭宗教改革運動。
- 1611年：在英格蘭國王詹姆士一世命令下，皇家印刷人羅伯特·巴克為《聖經》出版欽定版譯本。
- 1625年：被額我略十五世教宗任命為衣索比亞拉丁宗主教（英语：Latin Patriarchate of Ethiopia）的阿方索·門德斯（英语：Afonso Mendes），從果阿抵達貝盧爾。
- 1670年：经英国国王查理二世的皇家特许，哈德逊湾公司取得垄断北美鲁珀特地所有贸易的权利。

### 19世紀
- 1808年：西班牙马德里的居民发起反抗法兰西第一帝国军队占领的起义行动，半岛战争爆发。
- 1813年：吕岑会战结束，為第六次反法同盟之戰的第一戰。
- 1895年：廣東南海举人康有为等人在北京发起公车上书，要求改革。
- 1895年：不列颠南非公司将在赞比亚以南的领地组成羅德西亞。

### 20世紀
- 1945年：二戰：德意志国防军将领赫尔穆特·魏德林向格奥尔基·朱可夫的苏联红军投降，柏林战役结束。
- 1945年：二戰：美国陆军第82空降師解放韋貝林集中營（英语：Wöbbelin concentration camp）。
- 1945年：中國第一部新歌剧《白毛女》上演。
- 1952年：英国彗星型客机投入航线首航，从伦敦飞往南非约翰内斯堡，成为世界首部民用喷气式客机。
- 1953年：伊拉克国王費薩爾二世加冕。
- 1982年：阿根廷贝尔格拉诺将军号巡洋舰遭到英国皇家海军的核潜艇击沉，造成323人死亡。
- 1989年：匈牙利开放对奥地利的边界。铁幕被打开了。
- 1990年：南非非洲人国民大会主席纳尔逊·曼德拉與南非总统弗雷德里克·威廉·戴克拉克會談。
- 1997年：英國工黨重新執政後，托尼·布莱尔成为英国1812年以来最年轻首相。
- 1998年：歐盟15國國家元首和政府首腦在比利时首都，啟動歐元進入倒計時。
- 1999年：米雷娅·莫斯科索成為巴拿馬第一位當選總統的女性。

### 21世紀
- 2003年：蘋果日報發行臺灣版首刷。
- 2008年：气旋纳尔吉斯襲擊緬甸南部仰光省、伊洛瓦底省等五個地區，造成至少7.7萬人死亡。
- 2008年：也门西北部城市萨达市内的本·萨勒曼清真寺外发生爆炸，至少造成15人死亡，60人受伤。
- 2010年：周杰伦第10张专辑跨时代正式发行。
- 2011年：美国海军特种作战开发群在巴基斯坦阿伯塔巴德成功击毙恐怖分子奥萨马·本·拉登。
- 2012年：挪威画家爱德华·蒙克在1893年创作的粉彩画《呐喊》在美国纽约苏富比拍卖行拍出1.19亿美元的价格。
- 2012年：匈牙利国会选举前国会主席、青年民主主义者联盟候选人阿戴尔·亚诺什为新一任匈牙利总统。
- 2014年：马来西亚吉隆坡第二国际机场（Klia2）正式启用，为全球最大的廉价航空航站楼。
- 2014年：阿富汗巴達赫尚省發生兩次土石流，造成至少350人死亡。
- 2018年：星宇航空創立。

## 出生
- 1240年：宋度宗赵禥，南宋皇帝。（1274年逝世）
- 1360年：明成祖朱棣，明朝皇帝。（1424年逝世）
- 1579年：德川秀忠，日本江戶幕府第2代征夷大將軍。（1632年逝世）
- 1602年：阿塔納奇歐斯·基爾學，德國耶穌會學者、博學家。（1680年逝世）
- 1729年：叶卡捷琳娜二世，俄国女沙皇（1796年逝世）
- 1860年：西奥多·赫茨尔，猶太復國主義思想的創始人，作家和記者。（1904年逝世）
- 1862年：莫里斯·埃马努埃尔，法國作曲家、音樂學家、音樂教育家。（1938年逝世）
- 1868年：罗伯特·威廉姆斯·伍德，德國物理學家。（1955年逝世）
- 1872年：樋口一葉，日本女性小說家。（1896年逝世）
- 1892年：曼弗雷德·冯·里希特霍芬，德国飛行員。（1918年逝世）
- 1892年：下川凹天，日本漫畫家、動畫導演。（1973年逝世）
- 1895年：威爾姆·歐森菲德，德國國防軍上尉，因拯救瀕死的波蘭猶太裔鋼琴家瓦迪斯瓦夫·斯皮爾曼而知名。（1952年逝世）
- 1896年：希臘和丹麥的埃列娜，羅馬尼亞王太后。（1982年逝世）
- 1901年：都千代，日本超級人瑞。（2018年逝世）
- 1902年：大衛·鮑斯-萊昂，英國王室成員。（1961年逝世）
- 1902年：阿圖羅·里卡沓，曾是全世界最長壽在世男性。（2014年逝世）
- 1919年：史玉泉，中國神經外科專家。（2022年逝世）
- 1919年：周令釗，中國畫家。（2023年逝世）
- 1921年：萨蒂亚吉特·雷伊，印度电影導演、作曲家。（1992年逝世）
- 1921年：沃爾特·魯丁，奧地利裔美國數學家。（2010年逝世）
- 1928年：吉格梅·多吉·旺楚克，不丹國王。（1972年逝世）
- 1928年：林貝聿嘉，前香港立法局議員。
- 1929年：薩姆·努喬馬，納米比亞政治人物，首任納米比亞總統。（2025年逝世）
- 1935年：費薩爾二世，伊拉克末代国王。（1958年逝世）
- 1935年：路易斯·蘇亞雷斯·米拉蒙特斯，西班牙職業足球運動員。（2023年逝世）
- 1936年：英格伯·漢普汀克，英國流行歌手。
- 1937年：泰德·達布尼，美國電機工程師，雅達利共同創始人。（2018年逝世）
- 1940年：曼努埃爾·埃斯基韋爾，貝里斯政治家。（2022年逝世）
- 1941年：尤勒斯·韋登博斯，蘇利南政治人物、作家，前任蘇利南總統。（2025年逝世）
- 1942年：雅克·罗格，比利時體育官員、帆船運動員，前任國際奧委會主席。（2021年逝世）
- 1947年：詹姆士·戴森，英國發明家、工業設計師，戴森公司創辦人。
- 1949年：盧國沾，香港填詞人。（2025年逝世）
- 1952年：李立群，台灣男演員。
- 1952年：杜可風，香港電影攝影師。
- 1953年：瓦列里·格吉耶夫，俄罗斯指揮家。
- 1955年：多纳泰拉·范思哲，意大利時裝設計師。
- 1956年：吉米·怀特，英格蘭球手。
- 1958年：秋元康，日本作詞家、音樂製作人。
- 1959年：陸思道，美國天主教會神職人員。
- 1966年：田震，中國女歌手。
- 1966年：亞歷山德羅·莫比代利，義大利天文學家、行星科學家。
- 1967年：米卡·布里辛斯基，美國新聞主播。
- 1968年：菊田洋之，日本漫畫家。
- 1968年：綠川光，日本男性聲優。
- 1968年：侯康安，美國政治人物，現任印第安納州州長。
- 1971年：龐龍，中國男歌手。
- 1971年：武藏丸光洋，美屬薩摩亞裔日本相撲力士，第67代橫綱。
- 1972年：巨石強森，美國男演員。
- 1972年：徐展元，台灣體育主播。
- 1973年：邵美君，香港舞台劇女演員。
- 1973年：弗洛里安·亨克爾·馮·杜能斯馬克，德國電影導演。
- 1974年：張震嶽，台灣男歌手。
- 1975年：大卫·贝克汉姆，英格蘭足球运动员。
- 1976年：劉剛，中國男演員。
- 1977年：陳建州，台灣男演員。
- 1981年：佐藤利奈，日本女性聲優。
- 1984年：萨博·塞福罗萨，瑞士籃球運動員。
- 1984年：薛影儀，香港女演員。
- 1984年：謝苗，中國大陸男演員。
- 1985年：張榮麟，臺灣男子撞球運動員。（2025年逝世）
- 1985年：莉莉·艾倫，英格兰女歌手、主持人。
- 1985年：萨拉·休斯，美國女子花樣滑冰運動員。
- 1985年：連寶香，香港劍擊運動員。
- 1986年：白冰，中國大陸女艺人。
- 1987年：上原美優，日本寫真偶像，電視主持人。
- 1988年：梁心頤，台灣女歌手。
- 1988年：黃一琳，中國大陸女演員。
- 1988年：Pile，日本女歌手、聲優。
- 1990年：藍原琴美，日本女性聲優。
- 1990年：保羅·喬治，美國NBA聯盟職業籃球運動員。
- 1991年：李樹烊，香港足球運動員。
- 1991年：鄭珍雲，韓國男艺人。
- 1991年：南侑廷，韓國女子偶像團體Brave Girls成員。
- 1992年：古力娜扎，中國大陆女演員。
- 1992年：陳明憙，香港女歌手。
- 1992年：宣美，韓國女歌手。
- 1993年：蘇可欣，香港女艺人。
- 1993年：黃子韜，韓國男子偶像團體EXO-M成員。
- 1994年：Masha，臺灣男子音樂團體GTM成員。
- 1995年：陸星材，韓國男子偶像團體BTOB成員。
- 1996年：何雨虹，中國女演員。
- 1996年：陳欣茵，香港女艺人。
- 1997年：各務孝太，臺灣男演員。
- 1997年：大西亞玖璃，日本女性聲優。
- 1997年：BamBam，韓國男子偶像團體GOT7成員。
- 1999年：林雨薇，中國女子田徑運動員。
- 1999年：伊曼·哈利夫，阿爾及利亞女子拳擊運動員。
- 2000年：姜冉馨，中國女子射擊運動員。
- 2001年：河村勇輝，日本職業籃球運動員。
- 2015年：威爾斯的夏洛特公主，英國王室成員[1][2]。

## 逝世
- 373年：亞他那修，亞歷山大港牧首，基督教聖人。（298年出生）
- 756年：聖武天皇，日本第45代天皇。（701年出生）
- 1519年：列奥纳多·达·芬奇，意大利文艺复兴時期画家。（1452年出生）
- 1798年：馬蒂努斯·胡圖恩，荷蘭博物學家。（1720年出生）
- 1864年：贾科莫·梅耶貝爾，德國作曲家。（1791年出生）
- 1918年：苏曼殊，中國詩人、作家。（1884年出生）
- 1957年：約瑟夫·雷芒德·麥卡錫，美國政治人物，曾任威斯康辛州聯邦參議員。（1908年出生）
- 1964年：南茜·阿斯特，英國下議院首位女議員，阿斯特子爵夫人。（1879年出生）
- 1967年：羅伯特·丹尼·卡邁克爾，美國數學家。（1879年出生）
- 1969年：，德国政治家，曾在1932年擔任德国总理。（1879年出生）
- 1972年：約翰·埃德加·胡佛，美国联邦调查局局长。（1895年出生）
- 1983年：比里·帕儂榮，泰國政治人物，第7任泰國總理。（1900年出生）
- 1987年：姜华亭，中國軍事人物，四水六崗衛教軍將領。（1911年出生）
- 1990年：施光南，中國音乐家。（1940年出生）
- 1991年：吴运铎，有「中國的保爾·柯察金」之稱號的中国作家。（1917年出生）
- 1998年：松本秀人，又稱hide，日本視覺系樂團X JAPAN吉他手。（1964年出生）
- 2005年：黄金辉，新加坡政治人物，第4任新加坡总统，華人世界史上首位民選總統。（1915年出生）
- 2010年：知念蒲，日本超級人瑞。（1895年出生）
- 2011年：奥萨马·本·拉登，組織首领。（1957年出生）
- 2013年：傑夫·韓尼曼（英语：Jeff Hanneman），美国重金屬樂團共同創團人兼結他手。（1960年出生）
- 2014年：秦厚修，馬英九母親。（1922年出生）
- 2015年：馬水龍，臺灣音樂家。（1939年出生）[3]
- 2019年：陳文真，越南共和國海軍將領。（1920年出生）
- 2022年：約瑟夫·拉茲，以色列法學家、道德學家、政治哲學家。（1939年出生）
- 2023年：瓦倫丁·尤達什金，俄羅斯時裝設計師。（1963年出生）

## 节假日和习俗
- 世界鮪魚日
- 國際哈利波特日
- 波蘭：國旗日
- 不丹、 伊朗：教师节
- 印度尼西亞：全國教育日